# 安博集团
安博集团（丹麥語：Rambøll Group A/S，也称为“Ramboll”），是一家丹麦跨国建筑、工程和咨询公司。该公司在2023年被美国工程新闻纪录机构评为世界15大国际设计公司之一。
该公司的产品和解决方案主要面向建筑、交通、能源、环境与健康、水资源、管理咨询以及建筑与景观领域的客户。在过去的25年里，该公司从一家主要专注于北欧地区的企业扩展到在35多个国家设有办事处，约有18,000名员工在世界各地从事项目工作。该公司的大部分业务集中在欧洲、北美以及新兴市场。

## 所有权
安博集团的大部分股份归安博基金会所有（约96.9%），剩余股份归安博员工和安博集团所有。

## 组织
安博集团拥有多个主要业务部门，市场和地区遍及欧盟和美国，并在35个国家设有分支机构和办事处。
安博集团的公司管理机构由集团董事会、集团执行委员会、集团领导团队和公司管理层组成。董事会负责集团的管理，执行委员会负责集团的日常运营。